# Carsten Porskrog Rasmussen
Carsten Porskrog Rasmussen (født 22. september 1960 i Skrejrup, Thorsager) er en dansk historiker, som især beskæftiger sig med landbohistorie.
Porskrog Rasmussen er søn af gårdejerparret Niels og Maja Elisabeth Rasmussen fra Djursland. Han blev cand.phil. i historie fra Aarhus Universitet i 1986 efter året før at have modtaget universitetets guldmedalje for en prisopgave, ph.d. fra samme universitet i 1990 og dr.phil. i 2003 på disputatsen Rentegods og hovedgårdsdrift: Godsstrukturer og godsøkonomi i hertugdømmet Slesvig ca. 1524-1770. Fra 1987 til 1995 var Carsten Porskrog Rasmussen ansat som adjunkt og siden lektor (1991) ved Institut for Grænseregionsforskning i Aabenraa. Fra 1995 til 2013 var han adjunkt og siden lektor i nyere tids historie ved Aarhus Universitet og har især beskæftiget sig med Sønderjyllands og Hertugdømmernes historie. I 2013 blev han overinspektør på Sønderborg Slot under Museum Sønderjylland. Han har desuden været gæsteforsker ved Sveriges lantbruksuniversitet.
I 2010 udkom Det pryder vel en Ædelmand: Festskrift til Carsten Porskrog Rasmussen i anledning af hans 50-års fødselsdag (Dansk Center for Herregårdsforskning. ISBN 9788799077786).

## Tillidshverv
Porskrog Rasmussen har været næstformand for Dansk Center for Herregårdsforskning 2004-13 og har været bestyrelsesmedlem i Historisk Samfund for Sønderjylland siden 1998, medlem af bestyrelsen i Landbohistorisk Selskab siden 2003 og formand siden 2009 samt medlem af Det kongelige danske Selskab for Fædrelandets Historie siden 2006.
Siden 1991 har han været gift med social- og sundhedsassistent Marion Boisen fra Aabenraa og har to børn.